# إخوة (فلم 2009)
إخوة هو فيلم إثارة نفسيّة حربي تم إنتاجه في الولايات المتحدة وصدر في سنة 2009. من بطولة توبي ماغواير وجيك جيلنهال وناتالي بورتمان وسام شيبارد وماري ويننغهام.

## طاقم التمثيل
- توبي ماغواير بدور الكابتن سام كاهيل.
- جيك جيلنهال بدور تومي كاهيل.
- ناتالي بورتمان بدور غريس كاهيل.
- سام شيبارد بدور هانك كاهيل.
- ماري ويننغهام بدور إلسي كاهيل.
- بيلي مادسن بدور إيزابيل كاهيل.

## الميزانية والإيرادات
بلغت تكلفة إنتاج الفيلم حوالي 26 مليون دولار بينما حقق أرباحا تقدر بـ 43.3 مليون دولار.

## وصلات خارجية
- مقالات تستعمل روابط فنية بلا صلة مع ويكي بيانات